# پرستوی جنگلی ابروسفید
پرستوی جنگلی ابروسفید (نام علمی: Artamus superciliosus) نام یک گونه از تیره پرستوجنگلیان است.